# Gynoeryx teteforti
Gynoeryx teteforti is een vlinder uit de familie van de pijlstaarten (Sphingidae). De wetenschappelijke naam van de soort is, als Polypthychus teteforti, voor het eerst geldig gepubliceerd in 1964 door Paul Griveaud.